# 梅田慎之助
梅田 慎之助（うめだ しんのすけ）は、幕末から明治時代の商人。

## 概略
江戸神田柳原町で武具問屋を営む。文久3年（1863年）武蔵国榛沢郡の志士渋沢栄一・成一郎・尾高惇忠らが攘夷挙兵を企てた際、武器の調達を試みた栄一の訪問を受けた。栄一とは剣術道具の取り引きがあるなど親交があり、また梅田はかねてより天野屋利兵衛を気どるところがあったらしく、協力を承諾して刀槍120-130振りなどの武具や道具を販売した。また栄一らの潜伏先として土蔵を貸し出し、栄一はそこに2階で江戸玄武館の同志真田範之助らと連絡を取った。10日ほどして江戸から武具類を搬出する際にも、それらを雑穀類と偽ってその輸送に協力した。
維新後は寄席「白梅亭」を経営した。また引き続き栄一とも家族ぐるみの交流があり、渡仏していた栄一が明治元年（1868年）実父市郎右衛門と再会したのは梅田の家だった。子に新太郎がいる。

## 登場作品
- 青天を衝け（大河ドラマ、NHK、2021年、演：渡辺徹）